# Fraser Murray
Fraser Murray (* 7. Mai 1999 in Glasgow) ist ein schottischer Fußballspieler, der bei Wigan Athletic unter Vertrag steht.

## Karriere
Fraser Murray begann seine Karriere bei Hibernian Edinburgh. Im September 2016 gab er als 17-Jähriger auf der Position im linken Mittelfeld sein Profidebüt im Challenge Cup gegen Turriff United aus der Highland Football League und erzielte dabei ein Tor. Im weiteren Saisonverlauf debütierte Murray in der zweiten Liga unter Neil Lennon gegen die Raith Rovers und absolvierte ein weiteres Spiel gegen Ayr United. Mit den Hibs gelang ihm der Aufstieg in die Scottish Premiership. Am 1. Spieltag der Saison 2017/18 kam er gegen Partick Thistle erstmals in der höchsten schottischen Liga zum Einsatz, als er für Simon Murray eingewechselt wurde.
Ab September 2020 wurde Murray an den schottischen Zweitligisten Dunfermline Athletic verliehen. Nach der Leihe wechselte er zum FC Kilmarnock.
Am 9. Juni 2025 wurde bekannt gegeben, dass Murray zum 1. Juli mit einen Zweijahresvertrag zum englischen Drittligisten Wigan Athletic wechselt.

## Erfolge
mit Hibernian Edinburgh:
- Schottischer Zweitligameister: 2017